# Pappardelle

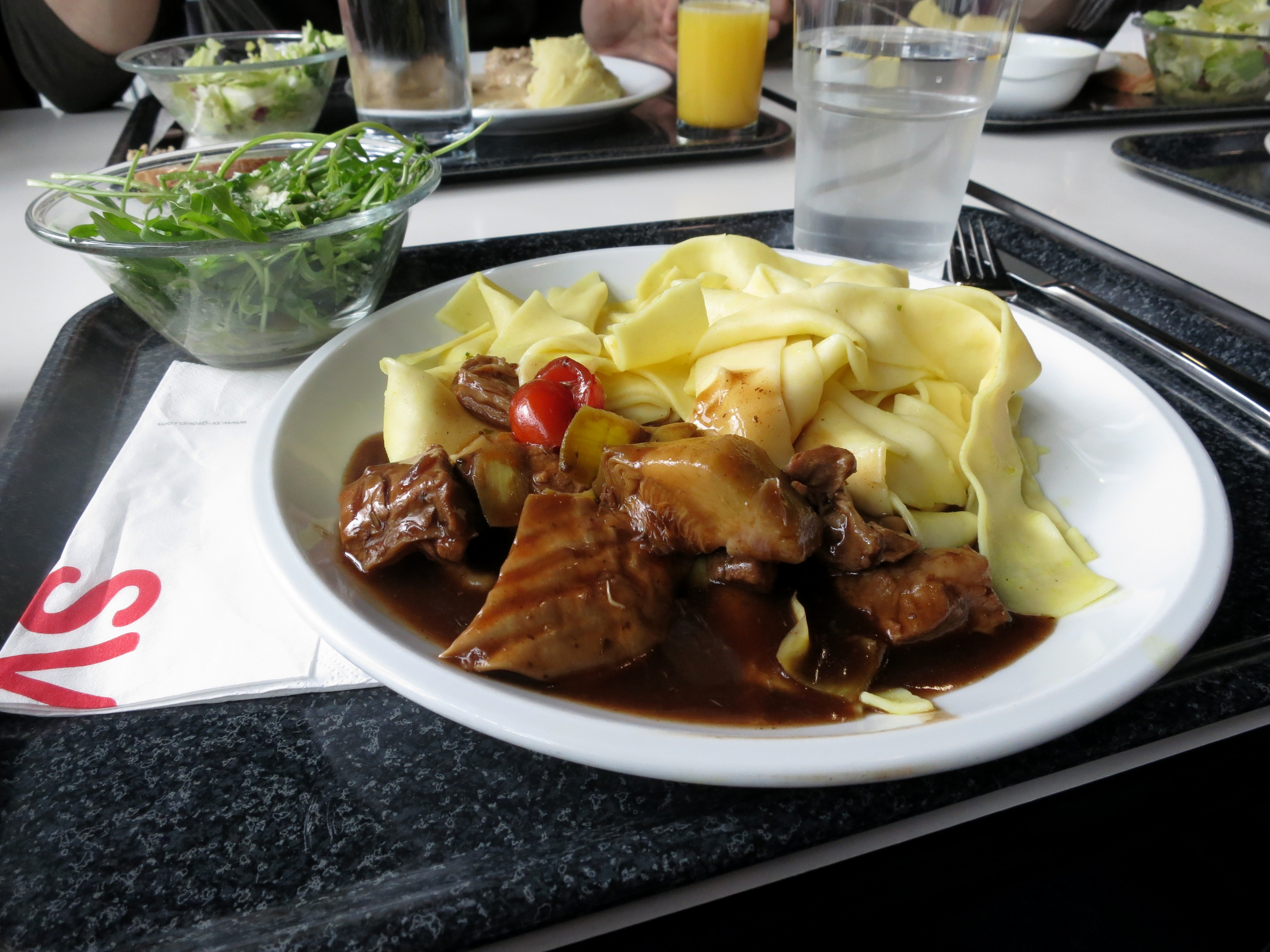
Pappardele s telecím ragú

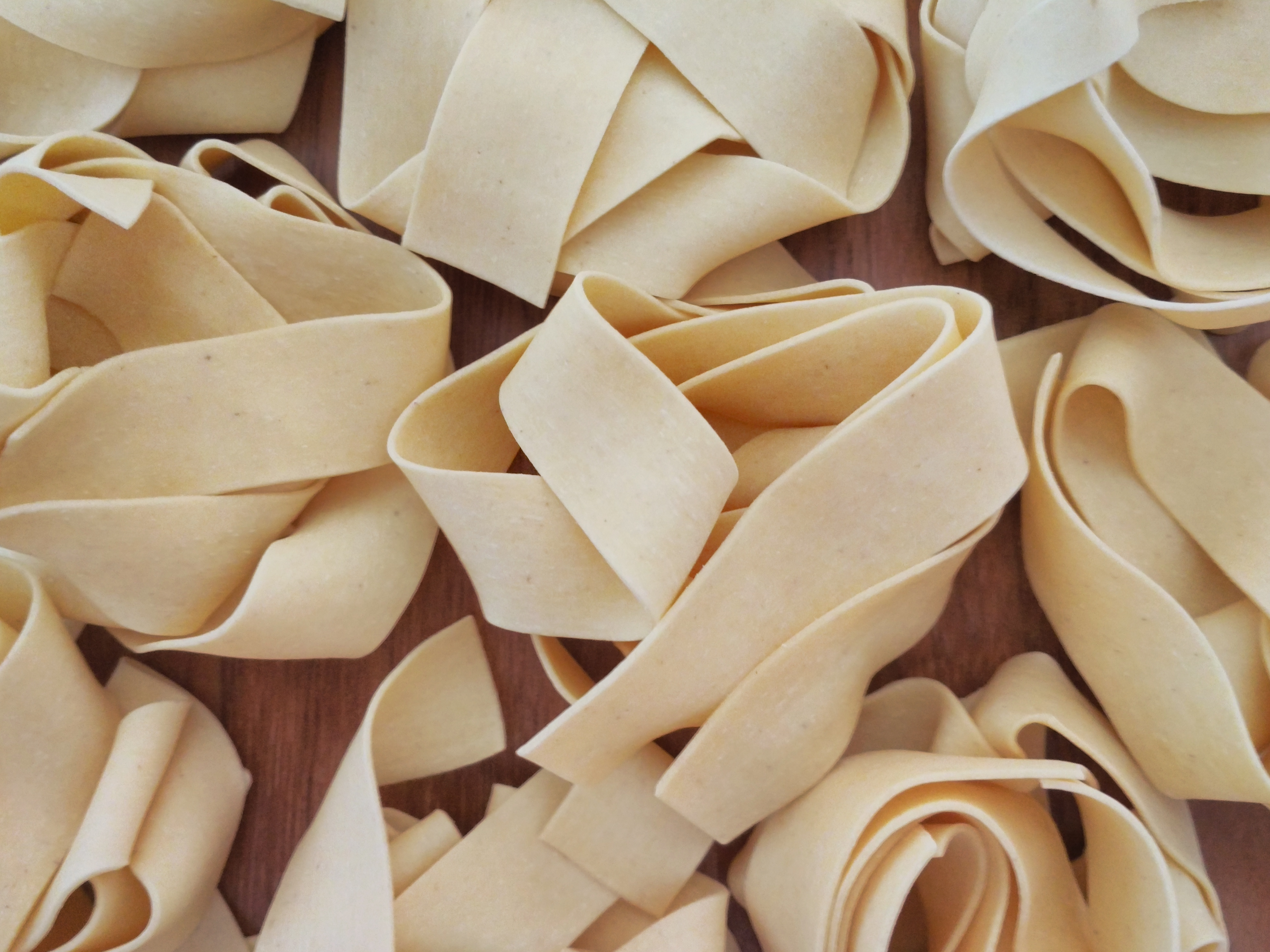
Surové, neuvařené pappardelle

Pappardelle (z italského pappare – „polykat“) je druh italských těstovin v podobě cca 2–3 cm širokých nudlí. Sušené v surové podobě jsou prodávany stočené do klubíček. Jejich obdobou jsou toskánské fettuccine. K dostání jsou jak s rovným tak s vroubkovaným okrajem. V Itálii jsou velmi populární, takže se např. v provincii Emilia-Romagna pořádají festivaly věnované pouze těmto těstovinám.